# Fief d'Empire
Ne doit pas être confondu avec Fiefs impériaux.
Un fief d'Empire ou de l'Empire ((de) Reichslehen), communément appelé fief impérial, est un fief relevant du Saint-Empire romain germanique et de l'Empereur.
Les historiens distinguent deux types de fief, selon l'investiture : les grands fiefs, ceux relevant directement de l'Empereur, et les moins importants qui sont remis par l'un de ces commissaires. Ces fiefs peuvent être une possession direct de l'Empereur, qui investit un vassal, soit appartiennent désormais à un prince de rang inférieur, un nouveau suzerain, qui les concèdent à des vassaux, on parle alors d'arrières-fiefs d’Empire. Dans ce dernier cas, le suzerain joue un rôle d'intermédiaire et doit obtenir une « confirmation impériale ».